# Campredó
Campredó es una entidad municipal descentralizada del municipio de Tortosa (comarca del Bajo Ebro, Cataluña, España).

## Ubicación

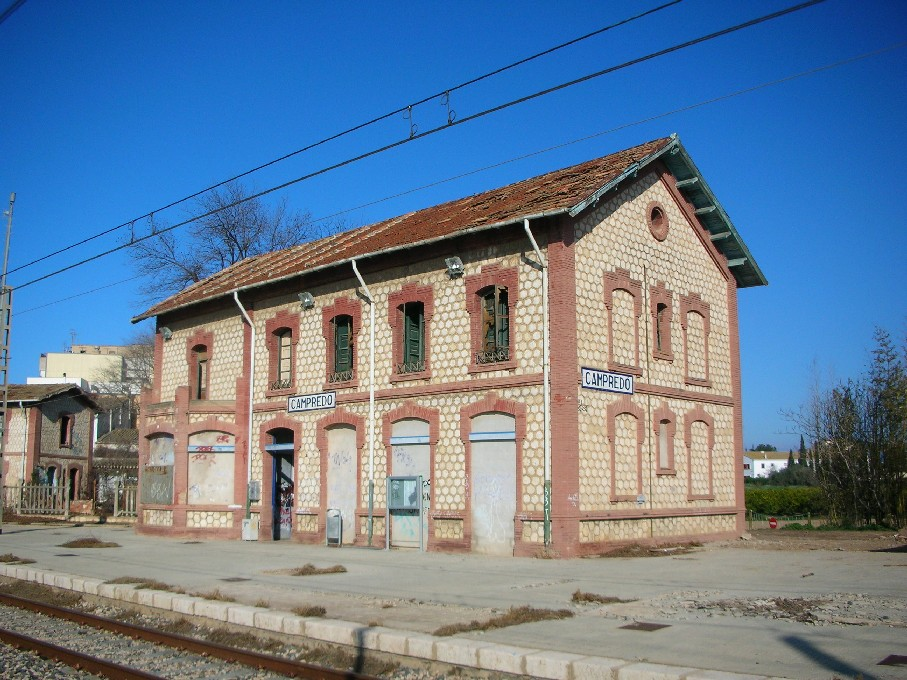
Estación de ferrocarril abandonada en Campredó.

Se sitúa al sudeste de la ciudad, en el extremo meridional de la sierra de Collredó. Cuenta con alrededor de 1.200 habitantes. El polígono industrial Baix Ebre se encuentra en las cercanías y en él se han instalado importantes empresas.

## Fiestas
Un hecho curioso es que su patrón es San Juan, pero sus fiestas no se celebran hasta San Jaime, ya que en San Juan antiguamente los "pagesos" trabajaban el arroz, y por la acumulación de trabajo no se podían celebrar las fiestas hasta San Jaime. Por eso se dice que Campredó tiene como copatrón a San Jaime.